# Marko Divković (nogometaš)
Marko Divković (Vinkovci, 11. lipnja 1999.), hrvatski nogometaš. Igra napadača u slovačkoj prvoj ligi. 

## Klupska karijera
Debitirao je u slovačkom prvoligašu DAC 1904 Dunajská Streda 22. lipnja 2017. u utakmici protiv Železiarne iz Podbrezove. Suigrač mu je hrvatski nogometaš Marin Ljubičić.

## Vanjske poveznice
- FC DAC 1904 Dunajská Streda  Arhivirana inačica izvorne stranice od 10. prosinca 2017. (Wayback Machine)
- Eurofotbal
- Soccerway
- Futbalnet
- Fortuna Liga